# Батуринский сельсовет (Курганская область)
Батуринский сельсовет — упразднённые административно-территориальная единица и муниципальное образование со статусом сельского поселения в Шадринском районе Курганской области Российской Федерации.
Административный центр — село Батурино.
С 23 декабря 2021 года Законом Курганской области от 10.12.2021 № 140 муниципальный район был преобразован в муниципальный округ, в административном районе упразднён сельсовет.

## История
Статус и границы сельского поселения установлены Законом Курганской области от 4 ноября 2004 года № 726 «Об установлении границ муниципального образования Батуринского сельсовета, входящего в состав муниципального образования Шадринского района».
Законом Курганской области от 30 мая 2018 года N 44, в состав Батуринского сельсовета были включены оба населённых пункта упразднённого Кабанского сельсовета.

## Население
| 1989  | 2002  | 2004  | 2010  | 2012  | 2013  | 2014  |
| ----- | ----- | ----- | ----- | ----- | ----- | ----- |
| 2241  | ↘2190 | ↗2400 | ↘1464 | ↘1440 | ↘1369 | ↘1331 |
| 2015  | 2016  | 2017  | 2017  | 2018  | 2019  | 2020  |
| ↘1299 | ↘1260 | ↘1211 | ↗1226 | ↗1308 | ↘1282 | →1282 |

## Состав сельского поселения
| № | Населённый пункт | Тип населённого пункта       | Население |
| - | ---------------- | ---------------------------- | --------- |
| 1 | Батурино         | село, административный центр | ↘1130     |
| 2 | Камчатка         | деревня                      | ↘54       |
| 3 | Колесниково      | деревня                      | ↘84       |
| 4 | Комсомольская    | деревня                      | ↘191      |
| 5 | Чистополье       | деревня                      | ↘5        |
| 6 | Большое Кабанье  | село                         | ↘177      |
| 7 | Моховое          | деревня                      | ↘29       |

## Известные личности
На территории, соответствовавшей Батуринскому сельсовету, родился архимандрита Антонин (Капустин) (1817-1894) – начальник Русской духовной миссии в Иерусалиме.